# Most na Soči
Most na Soči, korábban Sveta Lucija vagy Sveta Lucija na Mostu, németül: Sankt Luzia kis település Tolmin helyhatóságban, Szlovénia Partvidék régiójában.
Az Isonzó és az Idrijca folyól összefolyásánál helyezkedik el egy sziklás gerincen. A múltban a két folyó, amelyek mélyen bevájták magukat a sziklás hegyekbe, jó természetes védelmet biztosított a település számára.  A közeli Doblar vízerőmű miatt a folyóágyakat teljesen elárasztották és a város alatt egy hatalmas víztárolót alakítottak ki, szép panorámát kínáló parti sétányokkal. Ezek a partok a horgászok és a turisták közt is népszerűek.
Népessége 2002-ben 236 volt.

## Neve
Legkorábbi fennmaradt írott említése - In Ponte Sancti Mauri - Szent Mór hídjaként szól róla, a helyi templomra utalva. A 17. században az ad Pontem szavakkal (azaz „a hídnál” utalnak rá. A Sveta Lucija (na Mostu) név (Szent Lúcia a hídnál) az 1584 és 1612 között épített templomra utalt. Az olasz közigazgatás idején a település neve Santa Lucia (di Tolmino) (Tolminói Szent Lúcia) volt. A második világháború után a szlovén nyelvű Sveta Lucija ob Soči (Soča Szent Lúcia) nevet használták rá. A németek 'St. Luzia és Maurus Brucke néven emlegették. A szlovén hivatalos nevet 1955-ben megváltoztatták: az új név Most na Soči lett (szó szerint: híd az Sočán). (A változásra egy átfogó program keretében került sor, amelyben a kommunista kormány kiiktatta a vallásra utaló elemeket a szlovén földrajzi nevekből.

## Története
Régészeti lelőhelyként kivételesen gazdag. Eddig mintegy hétezer sírt tártak itt fel. A leletek kora a késő bronzkortól a Római Birodalom koráig terjed. A legtöbb a Szent Lúcia kultúra néven ismert vaskori közösségtől származik. A leletanyag több különböző múzeumba került, például Bécsbe, Triesztbe és Tolminba. A Tolmini Múzeum régészei folytatják a kutatásokat és folyamatosan újabb leletek kerülnek elő.

## Kulturális öröksége

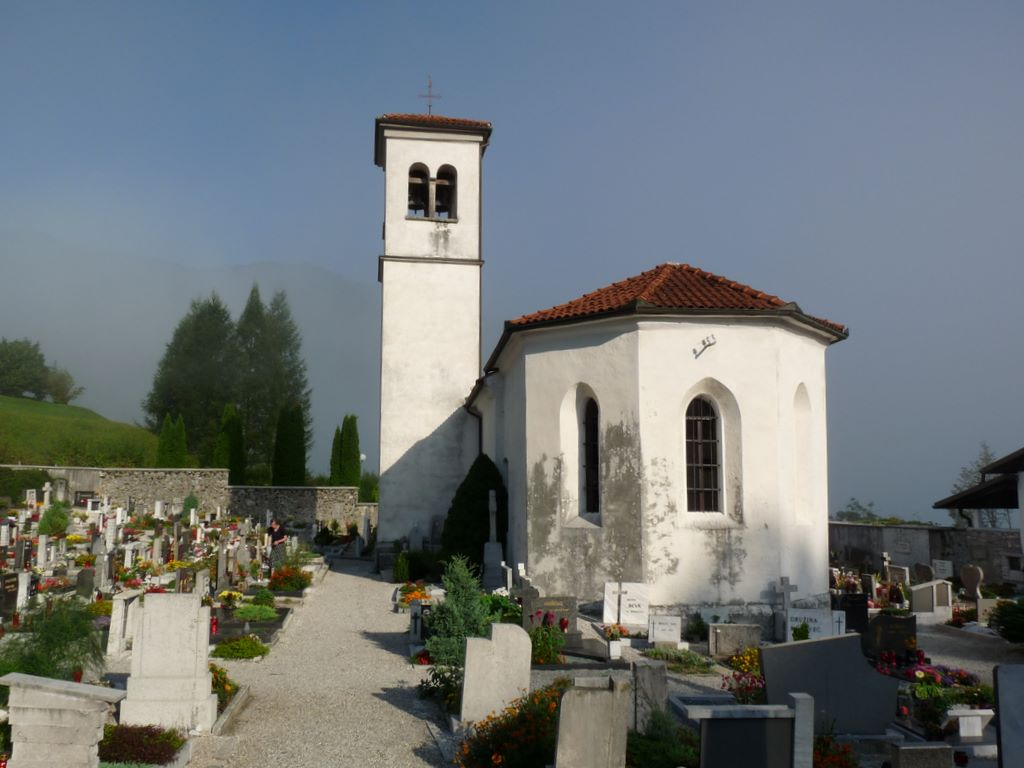
A Szent Mór templom a temetőnél

A település egy helyreállított római villával (domus) büszkélkedhet. A plébánia templomát Szent Luciának ajánlották és a  Koperi egyházmegyéhez tartozik. A másik templom Szent Mórnak szentelt. A templom első említése 1192-es keltű. 
Az első világháború katonáinak emlékmű tiszteleg Postajánál.
Ciril Kosmač író születési helye része a Genius Loci európai programnak, amely olyan művészek szülőhelyeit köti össze, mint például Giotto, Goya, Lorca és Novalis.

## Természeti öröksége

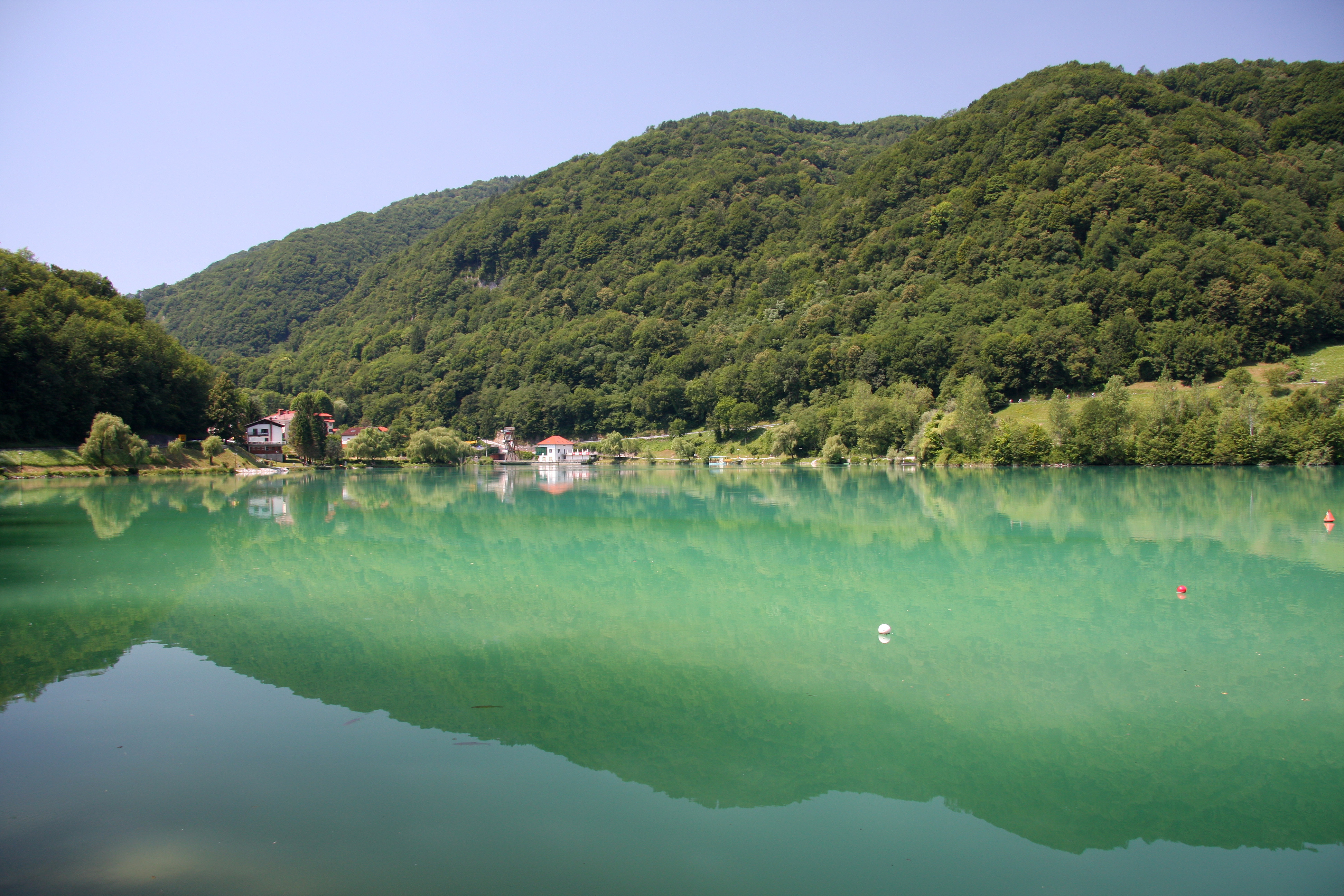
Az Isonzó víztározója Most na Sočiban

Meghatározó természeti szépsége a mesterséges tó. A színe megegyezik az Isonzóéval. A nyugalom és a csend hangulatait kölcsönzi a településnek. 
Érdekességet kínálnak még Pod Ključem mészkőrétegei.

## Fordítás
- Ez a szócikk részben vagy egészben  a   Most na Soči című angol Wikipédia-szócikk ezen változatának fordításán alapul.  Az eredeti cikk szerkesztőit annak laptörténete sorolja fel. Ez a jelzés csupán a megfogalmazás eredetét és a szerzői jogokat jelzi, nem szolgál a cikkben szereplő információk forrásmegjelöléseként.